# Fraser (Iowa)
Pour les articles homonymes, voir Fraser.
Fraser est une ville du comté de Boone, en Iowa, aux États-Unis. Elle est fondée en 1893, par la compagnie de charbon Fraser Coal Company.

## Source de la traduction
- (en) Cet article est partiellement ou en totalité issu de l’article de Wikipédia en anglais intitulé « Fraser, Iowa » (voir la liste des auteurs).